# Архиепархия Сантьяго-де-Чили
Архиепархия Сантьяго-де-Чили (лат. Archidioecesis Sancti Iacobi in Chile) — архиепархия Римско-Католической церкви с центром в городе Сантьяго, столице Чили. Архиепархия Сантьяго-де-Чили распрострагяет свою юрисдикцию на Столичную область. В митрополию Сантьяго-де-Чили входят епархии Вальпараисо, Линареса, Мелипильи, Ранкагуа, Сан-Бернардо, Сан-Фелипе и Тальки. Кафедральным собором архиепархии Сантьяго-де-Чили является Собор Успения Пресвятой Богородицы. С 25 октября 2023 года архиепископ Сантьяго-де-Чили — кардинал Фернандо Наталио Чомали Гариб.

## История
Святой Престол учредил епархию Сантьяго-де-Чили 27 июня 1561 года буллой папы римского Пия IV, получив территорию от епархии Ла-Платы или Чаркас (ныне архиепархия Сукре) и архиепархии Лимы. 22 марта 1563 года и 10 мая 1570 года епархия Сантьяго-де-Чили уступила часть своей территории в пользу учреждённой епархии Кордова и Консепсьон (сейчас архиепархии).
Епископ Диего де Медельин был первым организатором епархии, который разделены её на 4 прихода и 26 миссий для индейцев. В 1584 году основал семинарию, а два года спустя отметили первый епархиальный синод.
В 1745 году началось строительство собора, который был завершен в конце века во время епископства Мануэля де Алдея.
28 мая 1806 года епархия Сантьяго-де-Чили уступила часть своей территории в пользу учреждённой епархии Сальта (ныне архиепархии).
В XIX веке серьёзные политические потрясения после провозглашения независимости Чили, разделили духовенство на сторонников испанской монархии и независимости. После 1810 года они увидели на самом арест дела евангелизации. Епископ Хосе Родригес Сантьяго Соррилья, который был избран в 1815 году, был непопулярен у гражданских властей и дважды был сослан. К моменту своей смерти в 1832 году у епархии был новый пастырь, Мануэль Викунья Ларраин, который восстановил семинарию, которая была закрыта в предыдущие годы. Тот же епископ основал газету La Revista Católica, которая будет поддерживать требования правительства Чили, чтобы сохранить патронат епархии Чили, сохраняя право представления епископов, которые ранее были предоставлены королём Испании.
21 мая 1840 года епархия была в сан митрополии, папой римским Григорием XVI.
Позднее другие части её территории передавались несколько раз в пользу новых учреждённых церковных округов:
- 1 июля 1840 года в пользу учреждённой епархии Ла-Серена (ныне архиепархии);
- 2 ноября 1842 года в пользу учреждённой миссии Sui iuris Вальпараисо (в настоящее время епархия);
- в 1913 году в пользу учреждённой миссии Sui iuris Талька (сегодня епархии);
- 18 октября 1925 года в пользу учреждённой епархии Ранкагуа и Сан-Фелипе;
- 13 июля 1987 года в пользу учреждённой епархии Сан-Бернардо;
- 4 апреля 1991 года в пользу учреждённой епархии Мелипильи.

21 июня 1888 года был основан Католический университет Чили, который до сих пор является одним из крупнейших университетов в стране.
26 апреля 1908 года церковь Непорочного Зачатия была возведена на холме Сан-Кристобаль. В том же году на архиепископскую кафедру вступил Хуан Игнасио Гонсалес Эйсагирре, который обратил внимание на социальные проблемы рабочих, после энциклике Rerum Novarum папы римского Льва XIII. В 1915 году он посвятил архиепархию Святейшему Сердцу Иисуса.
В 1950 году Святой Престол предоставляет архиепископам Сантьяго-де-Чили титул примаса Чили.

## Ординарии
Епископы
- епископ Rodrigo González Marmolejo — (1561-1564);
- епископ Fernando de Barrionuevo (1566-1571);
- епископ Diego de Medellín (1574-1593);
- епископ Pedro de Azuaga (1596-1597);
- епископ Juan Pérez de Espinosa (1600-1622);
- епископ Francisco González de Salcedo (1622-1634);
- епископ Gaspar de Villarroel (1637-1651);
- епископ Diego de Zambrana de Villalobos (1653);
- епископ Diego de Humanzoro (1660-1676);
- епископ Bernardo Carrasco y Saavedra (1678-1694);
- епископ Francisco de la Puebla González (1694-1704);
- епископ Luis Francisco Romero (1705-1717);
- епископ Alejo Fernando de Rojas y Acevedo (1718-1723);
- епископ Alonso del Pozo y Silva (1723- 1730);
- епископ Juan M. de Sarricolea y Olea (1730-1734);
- епископ Juan Bravo del Rivero y Correa (1734-1743);
- епископ Juan González Melgarejo (1743-1753);
- епископ Manuel de Alday y Aspée (1753-1788);
- епископ Blas Sobrino y Minayo (1788-1794);
- епископ Francisco José Marán (1794-1804);
- епископ José Santiago Rodríguez Zorrilla — (15 марта 1815 — 5 апреля 1832);

Архиепископы
- архиепископ Manuel Vicuña Larraín — (2 июля 1832 — 3 мая 1843);
- архиепископ Rafael Valentín Valdivieso y Zañartu — (4 октября 1847 — 8 июня 1878);
- архиепископ Mariano Casanova y Casanova — (29 ноября 1886 — 16 мая 1908);
- архиепископ Juan Ignacio González Eyzaguirre — (8 августа 1908 — 9 июня 1918);
- архиепископ Crescente Errázuriz Valdivieso — (30 декабря 1918 — 5 июня 1931);
- архиепископ José Horacio Campillo Infante — (11 августа 1931 — 29 июля 1939);
- кардинал Хосе Мария Каро Родригес — (28 августа 1939 — 4 декабря 1958);
- кардинал Рауль Сильва Энрикес, S.D.B. — (14 мая 1961 — 3 мая 1983);
- кардинал Хуан Франсиско Фресно Ларраин — (3 мая 1983 — 30 марта 1990);
- кардинал Карлос Овьедо Кавада O. de M. — (30 марта 1990 — 16 февраля 1998);
- кардинал Франсиско Хавьер Эррасурис Осса — (24 апреля 1998 — 15 декабря 2010);
- кардинал Рикардо Эссати Андрельо — (15 декабря 2010 — 23 марта 2019);
  - апостольский администратор епископ Селестино Аос Брако — (23 марта — 27 декабря 2019);
- кардинал Селестино Аос Брако — (27 декабря 2019 — 25 октября 2023);
- кардинал Фернандо Наталио Чомали Гариб — (25 октября 2023 — по настоящее время).

## Суффраганные диоцезы
- Диоцез Вальпараисо;
- Диоцез Линареса;
- Диоцез Мелипильи;
- Диоцез Ранкагуа;
- Диоцез Сан-Бернардо;
- Диоцез Сан-Фелипе;
- Диоцез Тальки.

## Источник
- Annuario Pontificio, Libreria Editrice Vaticana, Città del Vaticano, 2003, ISBN 88-209-7422-3
- Konrad Eubel, Hierarchia Catholica Medii Aevi, vol. 3 Архивная копия от 21 марта 2019 на Wayback Machine, стр. 214; vol. 4, стр. 206; vol. 5, стр. 224-225; vol. 6, стр. 240; vol. 7, стр. 219; vol. 8, стр. 313-314  (лат.)